# Ville historique fortifiée de Cuenca

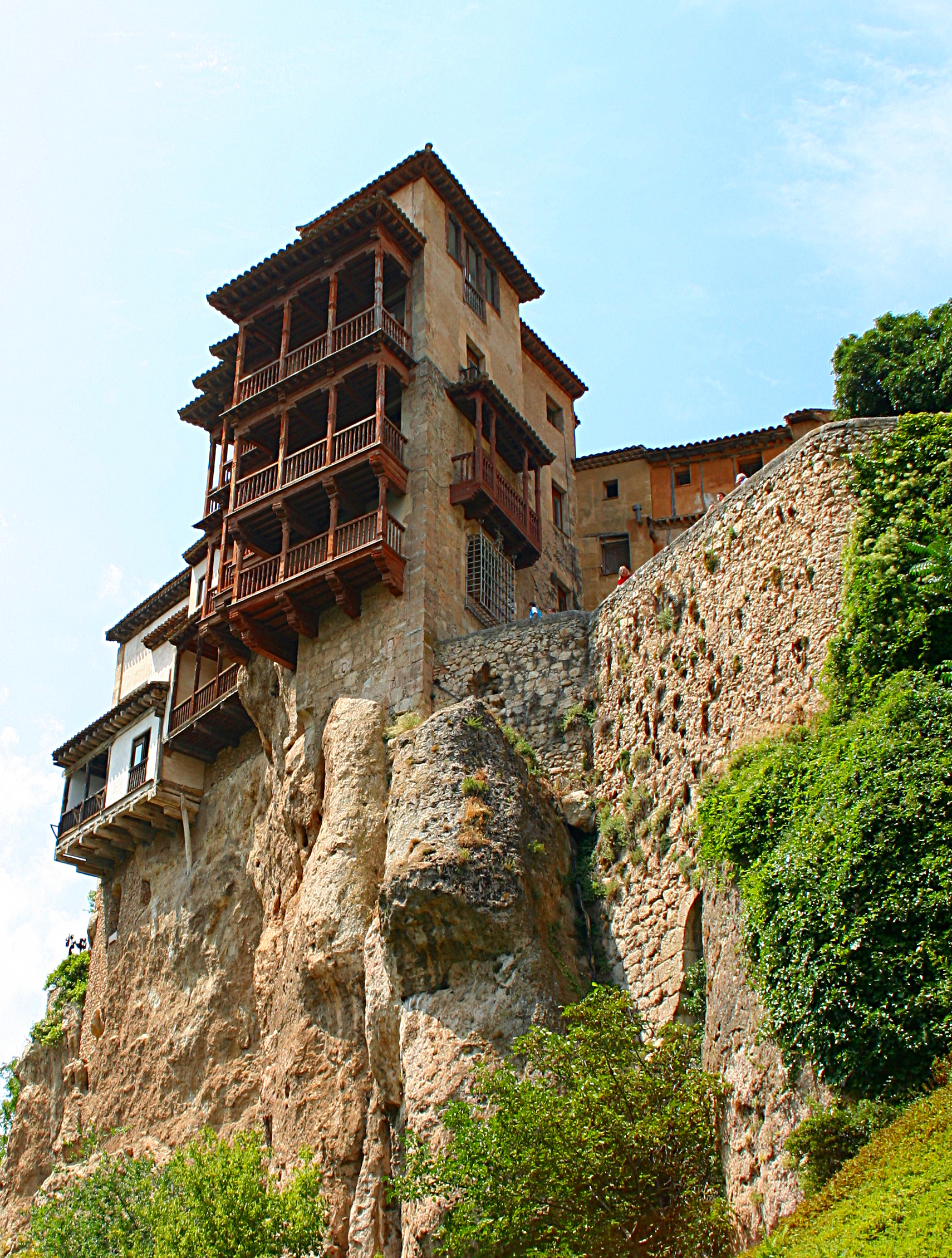
Maisons suspendues (Casas colgadas).

La ville historique fortifiée de Cuenca (en espagnol Ciudad histórica fortificada de Cuenca) a été déclarée en 1996 au patrimoine mondial de l'Unesco.
Cuenca est construite par les Maures durant le califat de Cordoue sur un site défensif. La ville fortifiée médiévale est remarquablement préservée. Conquise par les Castillans au XIIe siècle, elle devient une ville royale et épiscopale aux nombreux édifices de grande valeur, comme la première cathédrale gothique d'Espagne et les fameuses Casas Colgadas (maisons suspendues) agrippées aux falaises escarpées surplombant le Huécar. Tirant parti de sa position, la ville domine le paysage qui l'entoure.

## Listes des sites inscrits
Les quartiers inscrits au titre du patrimoine mondial :
| Code    | Nom                   | Zone de protection | Coordonnées                     |
| ------- | --------------------- | ------------------ | ------------------------------- |
| 781-001 | Enceinte intra-muros  | 20,11 ha           | 40° 04′ 35,8″ N, 2° 07′ 54,3″ O |
| 781-002 | Quartier du Castillo  | 1,35 ha            | 40° 04′ 56,4″ N, 2° 07′ 32,6″ O |
| 781-003 | Quartier de San Antón | 0,80 ha            | 40° 04′ 44,5″ N, 2° 08′ 13,2″ O |
| 781-004 | Quartier Tiradores    | 0,53 ha            | 40° 04′ 28″ N, 2° 07′ 49,6″ O   |

Cuenca conserve dans sa vieille ville, un patrimoine architectural riche et bien conservé, dont une des caractéristiques est la forte intégration à l'environnement physique. De fait, une grande partie de la vieille ville constitue un point de vue surplombant les gorges du Júcar et du Huécar, un environnement naturel d'une grande valeur.

## Description des quartiers

### Enceinte intra-muros
Les monuments les plus significatifs de l'enceinte intra-muros sont :
- Cathédrale Sainte-Marie et Saint-Julien érigée au XIIe siècle sur le site de l'ancienne Grande Mosquée et première cathédrale gothique d'Espagne ;
- Hôtel de ville (es) du XVIIIe siècle, également sur la Plaza Mayor ;
- Couvent de Petras du XVIe siècle, de même sur la Plaza Mayor ;
- Église San Miguel (es) ;
- Église San Pedro (es) ;
- Église  El Salvador (es) ;
- Couvent des Frères mineurs déchaussés ;
- Couvent de San José ;
- Couvent de la Merced (es) ;
- Couvent San Pedro de las Justinianas (es).

Les maisons suspendues (casas colgadas), situées près du palais épiscopal (es), ont été construites à la fin du Moyen Âge sur les falaises escarpées qui surplombent le Huécar. Elles sont en général de trois étages, de deux ou trois pièces chacun.

### Les quartiers extra-muros
Trois quartiers de Cuenca ont été également inscrits dans le site global.
Le quartier du Castillo est un petit faubourg situé au nord-est juste à l'extérieur des murailles et bâti de maisons de style local.
D'origine médiévale, les faubourgs ouvriers de San Antón (situé de l'autre côté du Júcar) et de Los Tiradores complètent la forteresse qu'est la ville haute. « L'importance ne réside pas dans les édifices individuels mais dans l'effet global,celui de paysages urbains constitués de ruelles étroites et sinueuses s'adaptant à la topographie très pentue et constituant un avant-plan de choix pour la ville haute ».

## Galerie

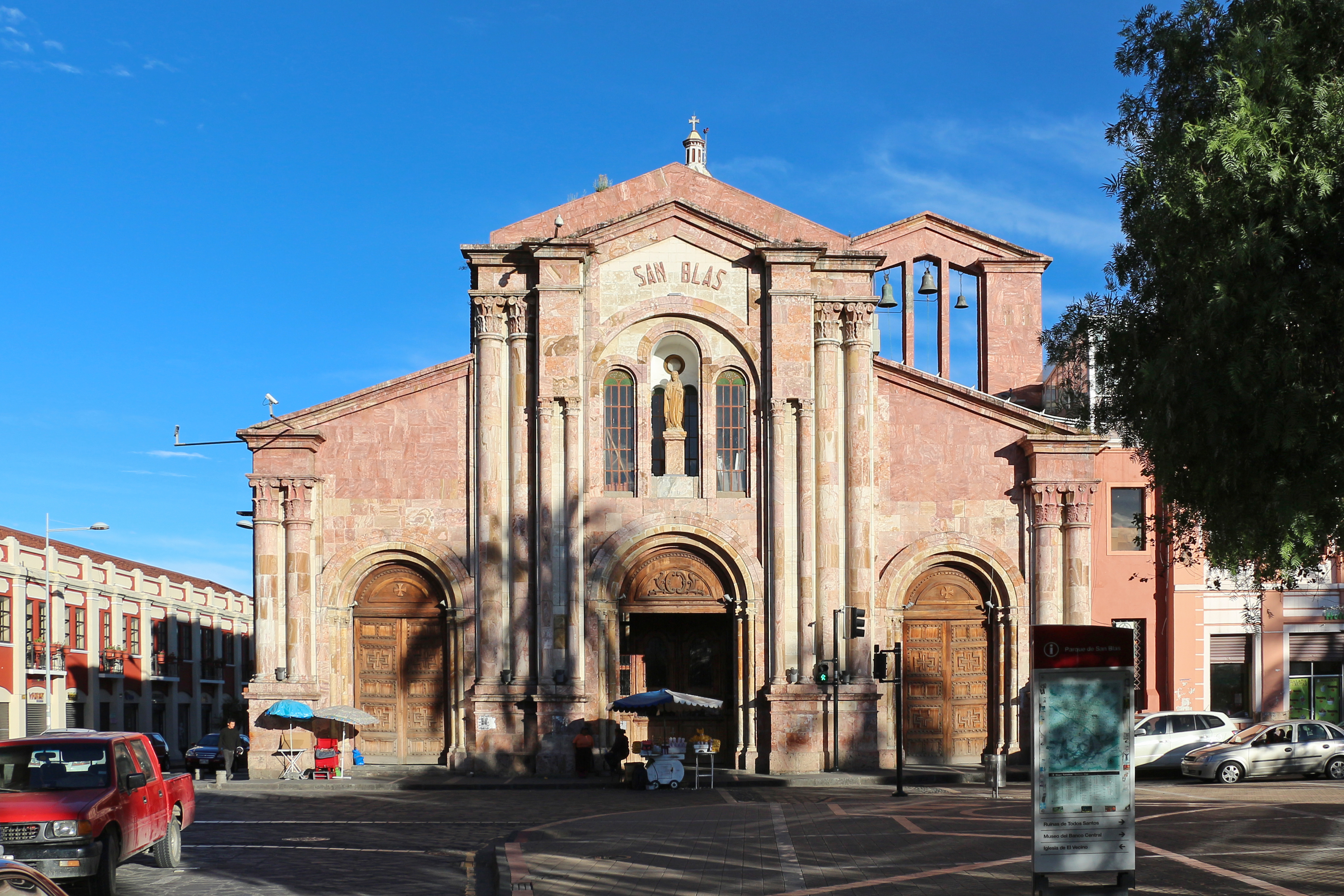
Église Saint-Blaise.
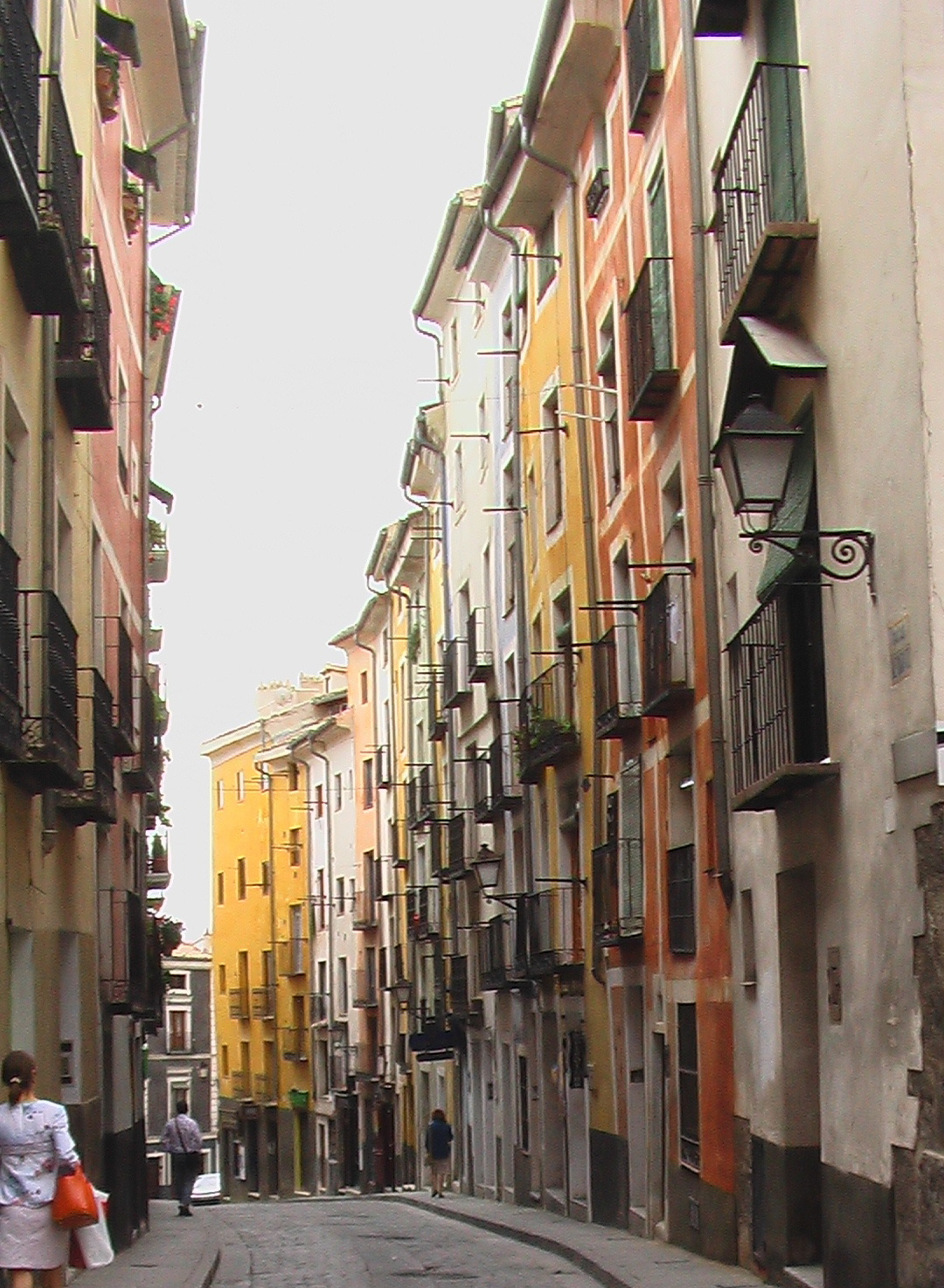
Rue menant à la cathédrale.
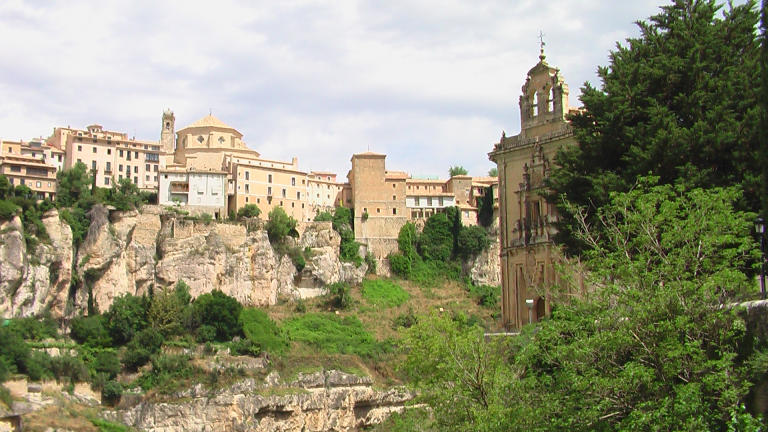
Vue de la ville depuis le Júcar.
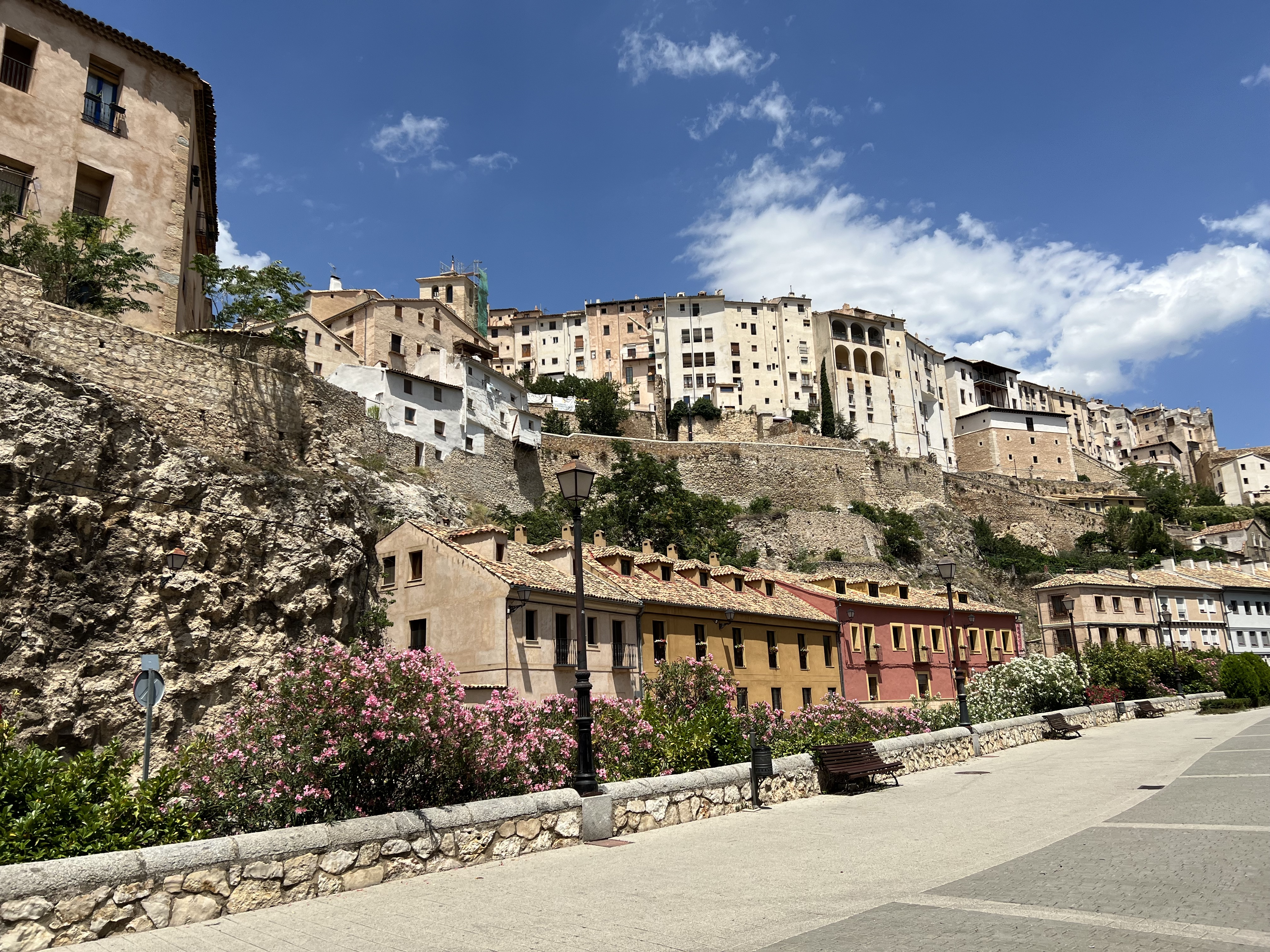
Vue de la ville antique depuis la rive du Huécar.
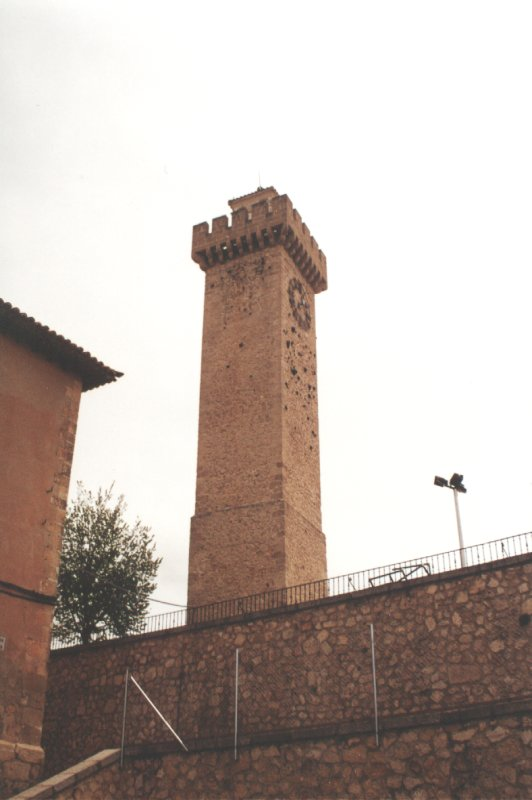
Tour Mangana.
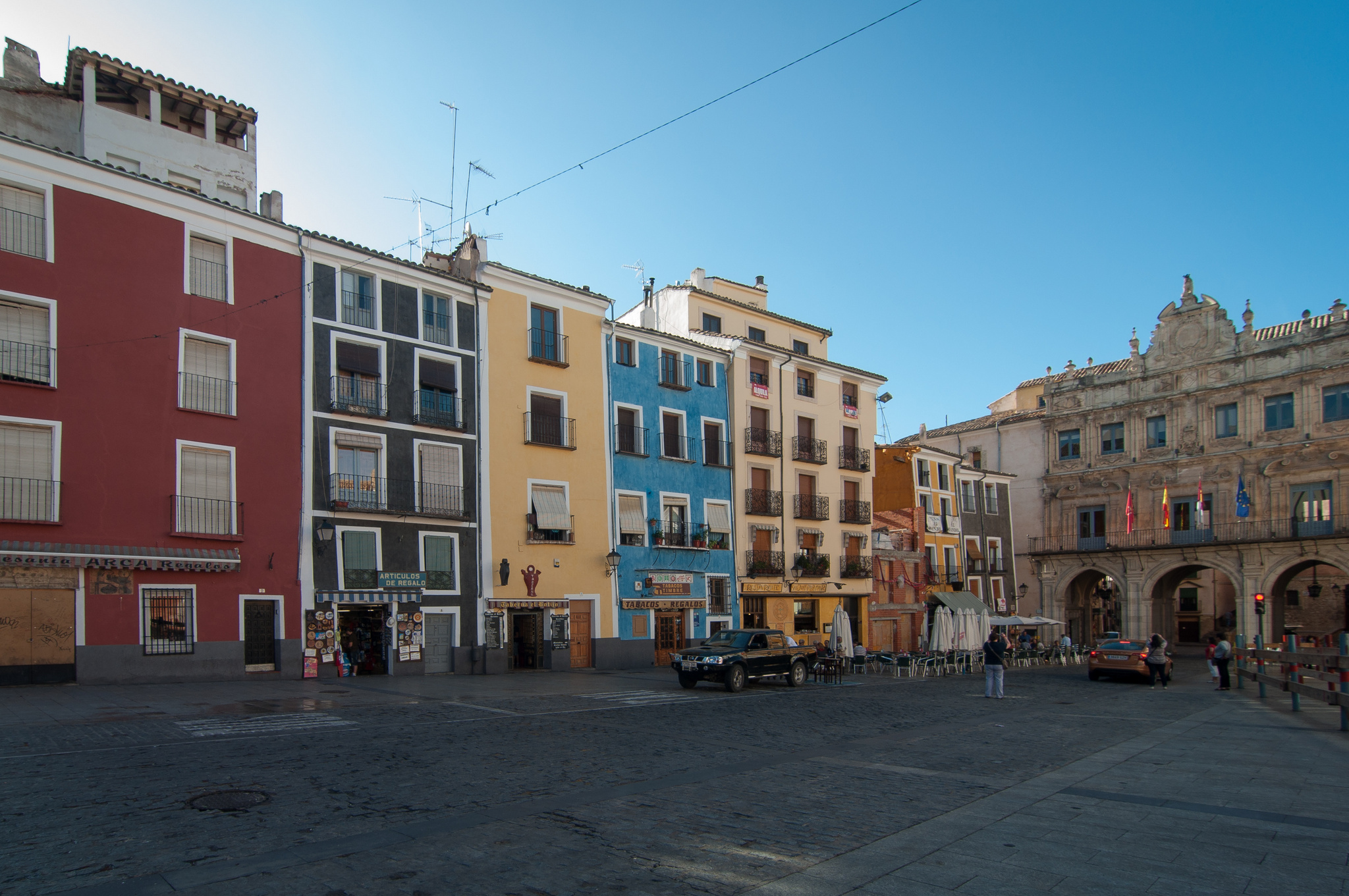
Grand-place.
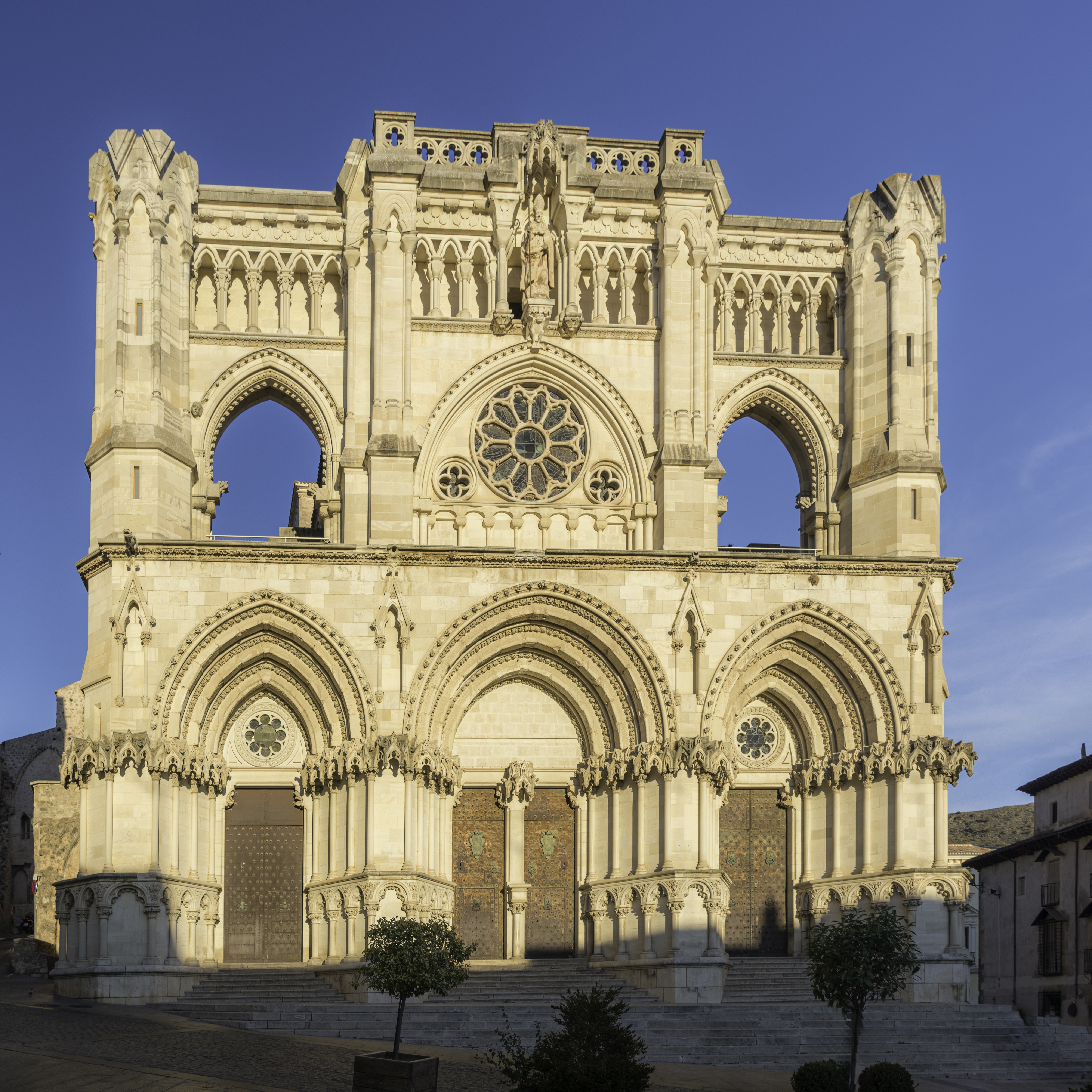
Cathédrale.

## Source
- (es) Cet article est partiellement ou en totalité issu de l’article de Wikipédia en espagnol intitulé « Cuenca (España) » (voir la liste des auteurs).